# Samodied
Samodied (ros. Самодед) – osiedle w Rosji, w obwodzie archangielskim, w rejonie plesieckim. W 2010 liczyło 1518 mieszkańców.